# Kurt Laurenz Metzler
Pour les articles homonymes, voir Metzler.
Kurt Laurenz Metzler, né le 26 janvier 1941 à Balgach (Saint-Gall) et mort le 20 décembre 2024 à Zurich, est un sculpteur suisse.

## Biographie
Kurt Laurenz Metzler perd son père quand il a douze ans et se rapproche de son oncle, le peintre Florian Metzler.
Comme sa mère s'inquiète de son désir d'être sculpteur, il commence comme dessinateur en bâtiment, décorateur et photographe[réf. nécessaire]. En 1958, il écrit à l'"École de design" à Zurich. En 1963, il est diplômé comme sculpteur en pierre. En 1964, il part étudier à Berlin puis fait un premier voyage aux États-Unis où il vit un an à New York et fait plusieurs expositions dans les années 1970. Il y découvre le pop art, d'où il tire les couleurs prononcées pour ses grandes sculptures[réf. nécessaire]. À New York, il fait la connaissance de Jim Dine, Larry Rivers, Hans van de Bovenkamp.
À son retour, il apprend la ferronnerie à Zurich et travaille pour d'autres sculpteurs comme Ödön Koch, Arnold D’Altri, Paul Speck ou Silvio Mattioli (de). À Tremona, il commence ses premiers grands personnages et reçoit ses premiers contrats en Suisse en 1973 pour des œuvres dans l'espace public. Il revient faire un voyage aux États-Unis en 1976 et participe à un festival à La Nouvelle-Orléans. En 1980, il ouvre un atelier à Tillson, dans l'État de New York, pour exposer dans la métropole.
En 1989, il s'installe en Italie, près de Sienne, avec Claudia, sa seconde épouse et leurs deux fils. Son jardin accueille ses personnages ainsi que ceux de Daniel Spoerri ou de Niki de Saint Phalle.
À la fin de l'été 2009, ses sculptures servent de décor à la scène à Viareggio où chantent Zucchero, Sting, Andrea Bocelli.
Kurt Laurenz Metzler meurt à Zurich le 20 décembre 2024 à l'âge de 83 ans.

## Œuvre

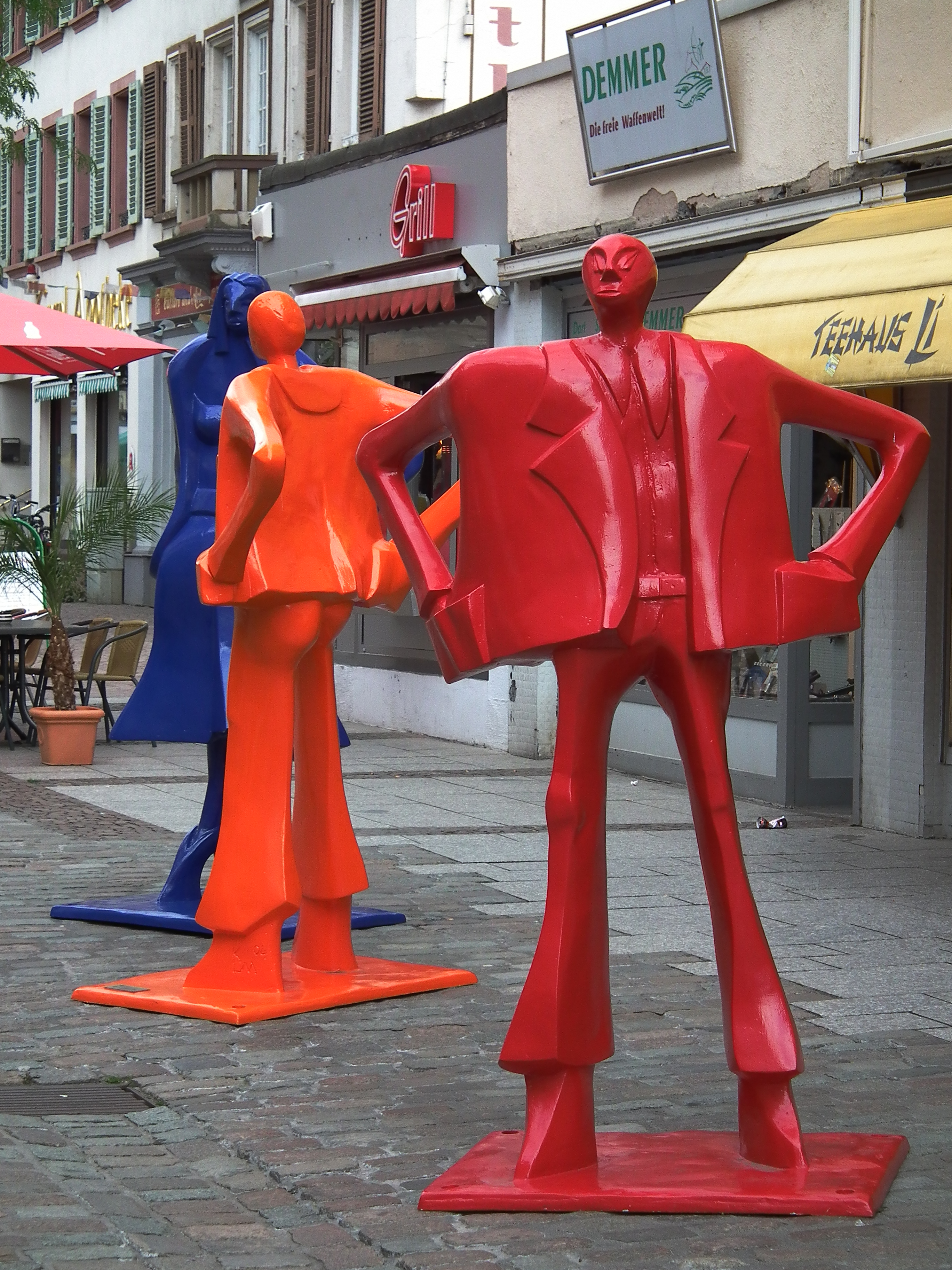
3 Névrotiques urbains (Stadtneurotiker).

Ses personnages originaux sont faits de matières dures mais façonnables comme le marbre, le bronze, le fer, l'aluminium ou encore le polyester coloré. Le plus souvent, ils sont brillants, parfois mates.
Les premiers d'entre eux sont des acrobates ou des mécaniciens composés de chaînes ou d'éléments de moteurs. 
Puis ce sont des lecteurs, des névrotiques urbains ou des géants. Une caractéristique sont les chaussures proéminentes qui ancrent les personnages au sol, leur donnent des attitudes longilignes ou une tête bien plus grande.